# Chandler Harper
Chandler Harper, född 10 mars 1914 i Portsmouth i Virginia, död 8 november 2004 i Portsmouth, var en amerikansk golfspelare.
Harper kom i kontakt med golfen första gången då han var nio år gammal. Han fick då se en match mellan Gene Sarazen och Walter Hagen på Cavalier Yacht and Golf Club i Virginia Beach. Sex år senare reste han till Winged Foot Country Club i Mamaroneck i New York för att se US Open och han träffade då Bobby Jones som han inledde en livslång vänskap med. De båda träffades alltid på Augusta National Golf Club vid Harpers årliga besök på majortävlingen The Masters Tournament. Han var även nära vän med Bing Crosby och Bob Hope.
Harper vann Virginia State Amateur tre gånger och Virginia State Open tio gånger, ett rekord som fortfarande står sig 2005. Han var en av de mest framstående spelarna på PGA-touren under 1940- och 1950-talet. Han vann elva tävlingar på PGA-touren och kom tvåa i sju. 1950 vann han majortävlingen PGA Championship på Scioto Country Club i Ohio och 1955 vann han The Colonial och spelade för det amerikanska Ryder Cup-laget.
Efter sin karriär på PGA-touren blev han medlem på seniortouren där han bland annat vann U.S. National Senior Open och 1968 års PGA Seniors Championship.
Han var en av grundarna och delägarna av Bide-a-Wee Golf Club i Portsmouth och under hans ledning växte klubben till 2300 medlemmar. Han ledde klubben fram till 1992 då han avgick efter en tvist med kommunstyrelsen.
| Majorsegrare genom tiderna                                                                                        |             |                 |              |                  |
| 200 olika spelare har vunnit i herrarnas majortävlingar. Chandler Harper var den 86:e spelaren som vann en major. |             |                 |              |                  |
| 1:a | 85:e        | 86:e            | 87:e         | 200:e            |
| Willie Park Sr | Bobby Locke | Chandler Harper | Max Faulkner | Louis Oosthuizen |
| Lista över golfens majorsegrare                                                                                   |             |                 |              |                  |